# Roland Dean
Roland Dean (ur. 25 kwietnia 1982) – jamajski piłkarz występujący na pozycji napastnika.

## Kariera klubowa
Dean karierę rozpoczął w 2002 roku w Tivoli Gardens FC. Z tym zespołem zdobył trzy mistrzostwa Jamajki (2004, 2009, 2011) oraz dwa Puchary Jamajki (2006, 2011). W 2004 roku dotarł z nim także do finału rozgrywek CFU Club Championship. W 2012 roku odszedł do Harbour View. W 2013 roku zdobył z nim mistrzostwo Jamajki, a w 2014 roku zakończył karierę.

## Kariera reprezentacyjna
W reprezentacji Jamajki Dean zadebiutował w 2002 roku. W 2005 roku został powołany do kadry na Złoty Puchar CONCACAF. Nie zagrał jednak na nim ani razu, a Jamajka zakończyła turniej na ćwierćfinale.